# BAR神風〜誤魔化しドライブ〜
『BAR神風〜誤魔化しドライブ〜』（バーかみかぜ ごまかしドライブ）は、2015年公開の日本映画。
とあるBARを舞台にした密室劇で、窪田将治監督のオリジナル映画。出演者はテニスの王子様ミュージカルなどに出演した高木心平ら若手俳優が起用されている。

## キャスト
- 高木心平
- 瀧内公美
- 柾木玲弥
- 染谷俊之
- 高崎翔太
- 八神蓮
- 山田ジェームス武
- 萩原鈴
- 桑原みずき
- 小崎愛美理
- 金澤美穂

## スタッフ
- 監督・脚本・編集：窪田将治
- エグゼクティブプロデューサー：佐伯寛之・菅谷英一
- 撮影：道川昭如
- 録音：田邊茂男
- ヘアメイク：平岡美樹
- 衣装森内陽子
- 美術岩田有立
- キャスティング東谷雄太
- 音楽：與語一平
- 製作：FAITHentertainment・サモワール・グループファーストエース
- 企画：FAITHentertainment
- 配給：FAITHentertainment・サモワール

## 関連記事
- 『BAR神風〜誤魔化しドライブ〜』完成披露試写会！「この映画はひとりひとりが監督と戦って完成させた作品」 - asobist.com